# Круайтхонг, Синпхет
Синпхет Круайтхонг (тайск. สินธุ์เพชร กรวยทอง, род. 22 августа 1995 года, дистрикт Чумпхон Бури, провинция Сурин, Таиланд) — тайский тяжелоатлет, выступающий в категории до 56 кг. Бронзовый призёр Олимпийских игр 2016 года, призёр чемпионатов Азии (2015, 2016).

## Биография
Тяжёлой атлетикой стал заниматься по совету учителя в 13 лет в спортивной школе Накхонратчасима (Таиланд). Быстро прогрессировал. Через 3 года после начала тренировок в 2011 году победил на чемпионате Азии по тяжёлой атлетике среди юношей. 
В 2014 году на первом своем взрослом чемпионате мира в категории до 56 кг Синпхет Круайтхонг занял 8 место с результатом 266 кг.
Призёр чемпионатов Азии 2015 и 2016.
На Олимпийских играх 2016 года в Рио-де-Жанейро Синпхет Круайтхонг завоевал бронзовую медаль, показав 289 кг (132 кг рывок и 157 кг толчок) и установив национальный рекорд. Радость от победы была серьезно омрачена смертью бабушки спортсмена, которая слишком сильно переживала за внука.

## Спортивные результаты
| Год  | Соревнование                  | Место проведения | Весовая категория | Рывок  | Толчок | Сумма двоеборья | Место |
| 2011 | Чемпионат Азии среди юношей   | Паттайя          | до 50 кг          | 101 кг | 126 кг | 227 кг          | 1     |
| 2014 | Чемпионат Азии среди юниоров  | Бангсаен         | до 56 кг          | 116 кг | 140 кг | 256 кг          | 2     |
| 2014 | Чемпионат мира среди юниоров  | Казань           | до 56 кг          | 111 кг | 144 кг | 255 кг          | 2     |
| 2014 | Чемпионат мира                | Алма-Ата         | до 56 кг          | 120 кг | 146 кг | 266 кг          | 8     |
| 2015 | Чемпионат мира среди молодёжи | Вроцлав          | до 56 кг          | 126 кг | 142 кг | 268 кг          | 2     |
| 2015 | Чемпионат Азии                | Пхукет           | до 56 кг          | 122 кг | 146 кг | 268 кг          | 3     |
| 2015 | Чемпионат мира                | Хьюстон          | до 56 кг          | 120 кг | 145 кг | 265 кг          | 7     |
| 2016 | Чемпионат Азии                | Ташкент          | до 56 кг          | 130 кг | 154 кг | 284 кг          | 2     |
| 2016 | Летние Олимпийские игры       | Рио-де-Жанейро   | до 56 кг          | 132 кг | 157 кг | 289 кг          | 3     |
| 2018 | Азиатские игры                | Джакарта         | до 56 кг          | 119 кг | 146 кг | 265 кг          | 5     |